# Giuseppe Povia
Giuseppe Povia (Milán, Italia, 19 de noviembre de 1972) es un cantautor italiano.

## Biografía
Comenzó a tocar la guitarra a los 14 años, perfeccionando su propia técnica de manera autodidacta. Estuvo influenciado por cantantes italianos, y empezó a componer sus propias canciones. Al principio compaginaba la música con su trabajo como camarero. En una manifestación conoció a Giancarlo Bigazzi, que junto con Angelo Carrara, produjo su primer sencillo, "É vero". 
En 2003, Giuseppe ganó la XIV edición del premio Recanati, lo que le dio la oportunidad de realizar su primer álbum Evviva i pazzi... che hanno capito cos'è l'amore que salió a la venta en marzo de 2005, tras su paso por el Festival de San Remo. La canción que daba nombre al álbum le permitió llegar a los primeros 10 de Italia, en el que permaneció un año entero. Ese año recibió numerosos premios y participó en el LIVE 8. La canción fue traducida al español, y apareció en un anuncio en España.
En 2006 ganó el Festival de San Remo, publicando su segundo álbum I bambini fanno oh la storia continua.... Su tercer disco, publicado el 4 de octubre de 2007 lleva como nombre La storia continua... la tavola rotonda.

## Discografía

### Álbumes
- Evviva i pazzi… che hanno capito cos'è l'amore (2005)
- I bambini fanno "oh…" la storia continua... (2006)
- La storia continua… la tavola rotonda (2007)
- Uniti (2008)
- Centravanti di mestiere (2009)
- Non Basta un Sorriso (2009)
- Scacco Matto (2010)
- Il mondo è di tutti (2010)

### Singles
- "È vero" (2001)
- "Zanzare" (2002)
- "Tanto non mi cambi" (2002)
- "Mia sorella" (2003)
- "I bambini fanno "ooh…"" (2005)
- "Fiori" (2005)
- "Chi ha peccato" (2005)
- "Non è il momento" (2005)
- "Vorrei avere il becco" (2006)
- "Ma tu sei scemo" (2006)
- "Irrequieta" (2006)
- "T'insegnerò" (2006)
- "È meglio vivere una spiritualità" (2007)
- "Uniti" (2008)
- "Luca era gay" (2009)
- "Single" (2009)
- "Non Basta un Sorriso" (2009)
- "La verità" (2010)
- "È Stato Bellissimo" (2010)
- "E non passi" (2011)

## Banda
- Giuseppe Povia - voz y guitarra
- Alessio Buccella - piano/teclado
- Thomas Romano - guitarra
- Claudio del Signore - batería
- Giulio Pineschi - guitarra
- Mirko Pieri - bajo
- Simona Galeandro - vocalista

- Datos: Q1528604
- Multimedia: Giuseppe Povia / Q1528604